# Tabanus subniger
Tabanus subniger är en tvåvingeart som beskrevs av Daniel William Coquillett 1906. Tabanus subniger ingår i släktet Tabanus och familjen bromsar. Inga underarter finns listade i Catalogue of Life.